# 野島寿三郎
野島寿三郎（のじま じゅさぶろう、1932年2月28日- ）は、在野の歴史家、紙くず研究家。
岩手県盛岡市出身。早稲田大学文学部中退。筆名（浮世絵関係）飯島利種。日本住宅物流センター勤務をへて、ギター教師。江戸趣味が嵩じ、歌舞伎や浄瑠璃のほか浮世絵、吉原、江戸の富士山（富士講）などの資料収集と調査研究を行う。紙くずの収集と保存も行い、テレビ「開運!なんでも鑑定団」に「紙くず鑑定士」として登場する。「日本絵葉書会」顧問でもある。

## 編著など
- 『日本暦西暦月日対照表』編 日外アソシエーツ 1987
- 『歌舞伎人名事典』編 日外アソシエーツ 1988
- 『歌舞伎・浄瑠璃外題よみかた辞典』編 日外アソシエーツ 1990
- 『歌舞伎・浄瑠璃外題事典』編 日外アソシエーツ 1991
- 『公卿人名大事典』編 日外アソシエーツ 1994
- 『ペーパーコレクション入門 紙くず収集百科』編 日外アソシエーツ 2003
- 『日本の紙クズ 大正・昭和の庶民派レトログラフィックス 野島寿三郎コレクション』編著 ピエ・ブックス 2004
- 『昭和30年・40年代の江戸川区 なつかしい青春の記憶』村上昌共監修 三冬社 2009